# زویی (خواننده اتریشی)
زویی (به انگلیسی: Zoë) (زاده ۱ دسامبر ۱۹۹۶) بازیگر و خواننده اتریشی است.
او در مسابقه آواز یوروویژن ۲۰۱۶ نماینده اتریش بود.
از فیلم‌ها یا مجموعه‌های تلویزیونی که وی در آن‌ها نقش داشته‌است، می‌توان به فیلیپ اشاره نمود.